# Chromatographie en phase supercritique
La chromatographie en phase supercritique (SFC ou CPS) est une méthode de chromatographie utilisant un fluide supercritique comme phase mobile. 
La SFC a été mise en œuvre pour la première fois en 1962.
À la différence des principales techniques chromatographiques (GC et LC), cette méthode requiert que la sortie de la colonne soit pressurisée. C'est une condition nécessaire pour créer cette phase mobile intermédiaire, d'énergie interne élevée, qui transfère les solutés comme le ferait un gaz et les dissout comme le ferait un liquide. Ainsi s'ouvre un vaste domaine de conditions opératoires tridimensionnelles où l'on peut faire varier la pression, en plus de la température (dimension de la GC) et de la composition de la phase mobile (dimension de la LC).

## Phase mobile
Il n’y a qu’une phase mobile qui est utilisée de façon usuelle pour la chromatographie en phase supercritique : le dioxyde de carbone (point critique de  =31˚C et  =7,4 MPa). Ses caractéristiques favorables à l’environnement (peu toxique, ininflammable, non corrosif) ont fait de lui la principale phase mobile de la chromatographie en phase supercritique. Toutefois, puisque le dioxyde de carbone est une molécule planaire et symétrique dont l’angle entre les liaisons O=C=O est de 180˚, la molécule n’a pas de moment dipolaire. Elle n’a donc aucune interaction avec les molécules polaires. C’est pourquoi il faut ajouter un co-solvant tel le méthanol, l’éthanol ou l’isopropanol. Ce co-solvant est généralement un solvant protique, qui peut se lier avec les molécules polaires. Le co-solvant ne dépasse jamais 30 % de la composition de la phase mobile. Dans certains cas, l’eau peut être utilisée pour augmenter de manière significative la polarité de la phase mobile.  Ainsi, en jouant avec le ratio dioxyde de carbone/co-solvant, il est possible de rendre la phase mobile plus ou moins polaire et ainsi séparer plus efficacement les molécules polaires. Un autre point qui fait en sorte que le dioxyde de carbone est un bon éluant en SFC est le fait que sa température critique est très basse. En ce sens, il peut être utilisé pour séparer des composés thermolabiles qui se dégraderaient normalement si la température était plus élevée.

### Fluide supercritique
Un fluide supercritique est défini comme une phase où la densité de la phase gazeuse est égale à celle de la phase liquide peu importe la pression et la température. Dans la nature, il y a trois phases prédominantes sous lesquelles une molécule peut se retrouver à l’état naturel. Ces trois phases sont la phase solide, la phase liquide et la phase gazeuse. La phase d’une molécule dépend exclusivement de la température et de la pression. Les trois phases sont en équilibre les unes avec les autres selon la température et la pression.

Fig. 1 : Diagramme de l'état du dioxyde de carbone en fonction de la pression et de la température.

Ce graphique (Fig. 1) montre la prédominance de chaque phase selon la température et la pression. Dans le coin supérieur droit de ce dernier, il y a un point nommé point critique. Ce point représente la température et la pression nécessaires pour qu’il n’y ait plus de différence entre la phase liquide et la phase gazeuse. Aussi, au-dessus du point critique, il n’y a plus de ligne qui sépare la phase liquide et la phase gazeuse. Cela peut s’expliquer par le fait qu’à partir du point critique, la densité et la pression de la phase gazeuse et de la phase liquide sont les mêmes. C’est donc une nouvelle phase, communément appelée fluide supercritique, ayant des propriétés intermédiaires qui se situent entre celles d’un gaz et d’un liquide. Chaque gaz a un point critique associé à des composantes de température et de pression appelées respectivement température critique  et pression critique.

## Instrumentation
Les instruments commerciaux appropriés permettent de programmer la pression indépendamment du débit, ils sont mondialement disponibles depuis 1992. La SFC fonctionne avec des colonnes à parois revêtues ou avec des colonnes remplies. Ces dernières ont accru de façon décisive le dynamisme des applications depuis 1996. Pour cette raison, les instruments et les méthodes de la SFC sont présentés aujourd'hui comme des formes avancées de la LC à haute performance (HPLC). Des systèmes de SFC fonctionnent à des fins analytiques aussi bien que préparatives pour un surcoût raisonnable par rapport au coût d'un poste conventionnel de HPLC.

### Utilité spécifique
Malgré le fait qu’elle soit une sorte de mélange de deux autres types de chromatographie, la chromatographie en phase supercritique a des caractéristiques particulières. En effet, la spécialité de la chromatographie en phase supercritique est la séparation des énantiomères.  La polyvalence au niveau des propriétés lui permet d’effectuer la séparation plus rapidement que la chromatographie liquide à haute performance, et ce, pour deux raisons : d’une part, puisque le coefficient de transfert de masse d’un fluide supercritique est plus petit que celui d’un gaz, sa vitesse de rétention va être plus grande. D’autre part, après chaque chromatographie, il y a un temps d’équilibrage des phases. Ce temps est beaucoup plus petit dans les chromatographies en phase supercritique qu’en chromatographie liquide à haute performance. Aussi, les propriétés gazeuses des fluides supercritiques permettent de faire des chromatographies semblables à celles des chromatographies en phase gazeuse, mais à moins haute température. Cela a pour conséquence d’éviter, au cours d’analyses chromatographiques, la racémisation de certaines molécules tels les énantiomères. Ensuite, l’utilisation exclusive du dioxyde de carbone comme phase mobile réduit considérablement le nombre de déchets toxiques, comparativement aux autres types de chromatographie. Le dioxyde de carbone est aussi facile à éliminer si l’on couple la chromatographie en phase supercritique à une autre technique d’analyse. Afin de rendre cette technique plus verte et écologique, il est aussi possible de récupérer le dioxyde de carbone afin de le réutiliser lors de séparation futures.

## Avantages
La SFC répond le mieux à des besoins industriels par ses méthodes rapides, très efficaces et rentables qui contribuent aux efforts de rationalisation dans le domaine des séparations moléculaires.

### Avantages des fluides supercritiques en chromatographie
Les fluides supercritiques sont utilisés comme phase mobile lors de la chromatographie sur phase supercritique. Ils procurent plusieurs avantages par rapport aux liquides et aux gaz. Tout d’abord, la viscosité des fluides supercritiques est en moyenne 10 à 20 fois plus faible que les liquides. Une viscosité plus faible fait en sorte que la résistance inverse que crée la colonne est plus faible favorisant ainsi le fait qu’un plus grand volume de phase mobile puisse être injecté dans la colonne.  Les fluides supercritiques ont aussi un coefficient de transfert de masse qui est plus petit que celui des liquides. De plus, le coefficient de diffusion des fluides supercritiques est beaucoup plus grand que celui de la phase gazeuse ou liquide de la substance correspondante. Cela fait donc en sorte qu'un même volume de phase mobile peut transporter davantage d'échantillon à séparer. Un autre point intéressant de la phase supercritique est le fait que les interactions intermoléculaires entre les particules de la phase mobile sont très faibles. La vitesse de diffusion dans un solide quelconque devient donc extrêmement rapide . Les fluides supercritiques ont aussi des propriétés semblables aux composés qui ont une faible polarité.  Selon la température ajustée au fluide supercritique, il est possible de jouer avec ces propriétés, soit pour le faire ressembler plus à un liquide ou plus à un gaz. Il est donc possible de faire ressembler la chromatographie en phase supercritique à une chromatographie liquide à haute performance ou à une chromatographie gazeuse. Ainsi, l’optimisation de la chromatographie est facile puisqu’en changeant la pression ou la température, il est possible de faire varier de manière significative les propriétés physiques et chimiques de la phase mobile. Ce type de chromatographie peut donc être efficace puisqu’elle fait l’utilisation de plusieurs propriétés des autres types de chromatographie. 

### Solubilité
Grâce à une équation dérivée du paramètre de solubilité d’Hildebrand, il est possible de calculer la solubilité d’un composé dans une phase supercritique.
Où  est la solubilité,  est la pression critique du solvant,  est la densité du solvant sous forme de gaz et  est la densité du solvant sous forme de liquide.
Ainsi, avec l’équation (1) il est possible de voir que la pression de la phase mobile influence la solubilité de l’analyte. De ce fait une pression élevée augmentera la quantité d’analyte extrait par la phase mobile et augmentera du même coup l’efficacité de l’extraction. Ainsi, puisque la pression est extrêmement élevée cela fait en sorte que la phase mobile est sous forme supercritique, favorisant ainsi l’augmentation de l’extraction de manière significative .

## Séparation

### Injection
Tout comme en chromatographie liquide à haute performance, l’injection de la phase mobile se fait au tout début du processus. Elle peut se faire selon deux méthodes différentes selon le type de chromatographie utilisé. La première méthode est une pompe à seringue standard qui achemine le fluide supercritique de manière continue au montage. Cette méthode est utilisée lorsque la température et la pression critique restent constantes tout au long de la chromatographie. La deuxième méthode est une pompe à pistons qui peut contrôler le débit du fluide. Comme mentionné ci-haut, une deuxième composante peut être ajoutée au mélange afin de changer les propriétés de la phase mobile. Pour ce deuxième fluide, une seconde pompe est connectée à une chambre de mélange qui permet le mélange des deux constituants de la phase mobile. En plus d’assurer un bon débit de la phase mobile dans la colonne, les pompes permettent de porter les fluides à une pression suffisamment élevée pour qu’elle dépasse la pression critique du dioxyde de carbone. Finalement, une enceinte thermostatée est installée entre la chambre de mélange et la colonne afin de porter le mélange à une température supérieure à la température critique du CO2 .
La solution à analyser est directement injectée dans la phase mobile en amont de la colonne. L’analyte, préalablement chauffé et pressurisé au même paramètre que la phase mobile se mélange par lui-même avec celle-ci pour être séparé.

### Séparation et détecteur
Afin d’effectuer la séparation, une colonne capillaire ou colonne de type ultra-bore sont généralement utilisées. La technique est semblable à celle de la chromatographie liquide à haute pression : selon la polarité des composés, les analytes vont interagir de manière différente avec la phase stationnaire qui est sur la colonne. Leur temps de rétention, qui est le temps que prend un composé à traverser la colonne et atteindre le détecteur, est propre à chaque molécule par rapport à la phase mobile et la phase stationnaire. Les composés qui font moins d’interaction avec la phase stationnaire vont traverser plus vite dans la colonne et atteindre le détecteur plus rapidement. Inversement, les composés qui ont plus d’affinités chimiques avec la phase stationnaire vont être retenus plus longtemps dans la colonne et vont atteindre le détecteur à la fin. Ainsi, le détecteur va envoyer un signal chaque fois qu’un analyte va l’atteindre. Par la suite, la chromatographie en phase supercritique peut être couplée à un autre type de détection tel le spectromètre de masse.  Cela permet d’augmenter la précision de l’analyse des analytes. Un couplage avec une autre méthode de spectroscopie tel le MS permet d’obtenir des informations sur la nature des molécules séparées. Si le SFC n’est pas couplé avec un appareil de type MS, le détecteur donnera des informations qualitatives plutôt que quantitatives. Des détecteurs tels que la FID ou d’autres reposant sur des principes de diffraction de la lumière, de fluorescence ou encore d’absorption dans l’UV peuvent être utilisés.

### Séparation post-extraction
La chromatographie supercritique peut non-seulement servir d’analyseur mais aussi de méthode de séparation afin d’obtenir un composé pur. Ainsi, lorsque l’extraction est terminée, l’analyte séparé se retrouve mélangé au fluide supercritique. Afin de récupérer l’échantillon pur, une méthode classique est utilisée. Cette méthode consiste à diminuer la pression de la phase mobile de manière significative afin de faire passer le solvant de la phase supercritique à la phase gazeuse et ainsi rendre l’analyte presque insoluble dans la phase mobile. Pour récupérer l’échantillon, un autre solvant dont la constante de solubilité est beaucoup plus grande est mélangé à la phase mobile maintenant sous phase gazeuse. Une autre méthode moins coûteuse qui peut aussi être utilisée consiste à faire diminuer la température plutôt que la pression Cette méthode utilise le même principe : la phase mobile ne sera plus supercritique et l’analyte passera de la phase mobile au composé choisie pour extraire l’analyte. Finalement, l’échantillon isolé peut maintenant être solidifié en utilisant une technique classique de recristallisation. Cela permet ainsi d’obtenir un solide pur. Cette méthode peut aussi servir à purifier la phase mobile afin de la recycler et de la réutiliser pour d’autres extractions.

## Optimisation et autres applications
Les propriétés des fluides supercritiques peuvent permettre d’optimiser certaines séparations chromatographiques en chromatographie en phase supercritique. En effet, il est possible qu’au cours d’une chromatographie, un changement de pression ou de température soit fait afin de modifier les propriétés chimiques et physiques de la phase mobile. Un changement de ce type pourrait augmenter la précision de la chromatographie. Par exemple, si deux composés ont des temps de rétention très semblables, l’augmentation de pression dans la colonne chromatographique pourrait diminuer le temps de rétention d’un des composés, ce qui offrirait une meilleure séparation sur le chromatogramme. Un autre exemple serait de commencer avec une pression quelconque, puis une fois le premier analyte sorti de la colonne, faire augmenter la pression de manière significative afin de diminuer le temps de rétention du deuxième analyte. La même technique peut être utilisée avec la température.
L'industrie pharmaceutique en est la principale utilisatrice, notamment pour séparer les énantiomères des molécules chirales,.